# 高校野球特別規則
高校野球特別規則（こうこうやきゅうとくべつきそく）は、日本高等学校野球連盟または各都道府県高等学校野球連盟が主催する野球大会と、国民体育大会の「高等学校野球」の競技に適用される野球の特別規則である。
高校野球の公式戦は公認野球規則とアマチュア野球内規、および本規則に則って試合が行われる。

## 内容
規則は26章にわたり、下記のように広範囲にわたっており非常に細かく規定が行われている。最新の規則は2022年2月18日に更新されたものである。本節では各章の表題のみ記載する。
1. 高校野球で使用できるバット
2. 大会試合毎のユニフォーム変更について
3. 両耳付きヘルメットの着用
4. 投手が一度ある守備位置についた時
5. 試合中に交代して退いた選手のベースコーチャー、伝令
6. 臨時の代走者
7. 負傷選手のベンチ入りの取り扱い
8. オーダー用紙の取り扱いについて
9. 試合到着遅れの選手に対する取り扱い
10. 試合開始前の負傷による選手変更の特例
11. 正式試合の成立[1]
12. 得点差コールドゲーム[2]
13. 延長回数[3]
14. サスペンデッドゲームは、高校野球では適用しない[4]
15. 変則ダブルヘッダーの規制
16. 大会参加者資格規定に抵触した場合
17. バントの定義
18. 走者が盗塁を企てたとき、捕手の送球を打者が妨害したかどうかの判断
19. 捕手の本塁上のプレイ
20. 投手の投球する方の手
21. 負傷等の応急処置として、テープなどの使用
22. ペナルティの死球の取り扱いについて
23. 監督またはコーチが、マウンド上の投手のもとへ行く回数規制
24. タイムの制限
25. ハーフスイングのリクエスト
26. 審判員に対して規則適用上の疑義を申し出る場合